# Кубок Парагваю з футболу 2019
Кубок Парагваю з футболу 2019 — 2-й розіграш кубкового футбольного турніру у Парагваї. Титул володаря кубка вперше здобув Лібертад.

## Календар
| Раунд               | Дата                      | Матчі | Клуби   |
| ------------------- | ------------------------- | ----- | ------- |
| 1/32 фіналу         | 28 травня - 26 липня 2019 | 32    | 64 → 32 |
| 1/16 фіналу         | 8 серпня - 4 вересня 2019 | 16    | 32 → 16 |
| 1/8 фіналу          | 10-20 вересня 2019        | 8     | 16 → 8  |
| 1/4 фіналу          | 9-17 жовтня 2019          | 4     | 8 → 4   |
| 1/2 фіналу          | 6-7 листопада 2019        | 2     | 4 → 2   |
| Матч за третє місце | 6 грудня 2019             | 1     |         |
| Фінал               | 5 грудня 2019             | 1     | 2 → 1   |

## 1/16 фіналу
| Команда 1                                | Рахунок      | Команда 2                             |
| ---------------------------------------- | ------------ | ------------------------------------- |
| 8 серпня 2019                            |              |                                       |
| Серро Портеньйо                          | 1:1 пен. 3:4 | 2 травня (2)                          |
| Олімпія (Асунсьйон)                      | 3:0          | Атлетіко (Колехіалес) (3)             |
| 13 серпня 2019                           |              |                                       |
| Хуаренья (2)                             | 1:0          | Хенераль Діас                         |
| Крістобаль Колон (3)                     | 1:1 пен. 6:5 | Спортіво Сан-Лоренсо                  |
| 14 серпня 2019                           |              |                                       |
| 12 жовтня (2)                            | 0:0 пен. 3:4 | Оветенсе (2)                          |
| Атлетіко Жувентуд (4)                    | 1:1 пен. 1:4 | Соль де Америка (Пасторео) (5)        |
| Хенераль Кабальєро (Хуан Леон Маллоркін) | 0:1          | Гуарані (Асунсьйон)                   |
| 15 серпня 2019                           |              |                                       |
| Тембетарі (3)                            | 1:2          | Лібертад                              |
| 16 серпня 2019                           |              |                                       |
| Соль де Америка                          | 4:1          | Хенераль Кабальєро (Кампо-Хранде) (3) |
| 20 серпня 2019                           |              |                                       |
| Депортіво Сантані                        | 2:1          | Спортіво Амельяно (3)                 |
| 21 серпня 2019                           |              |                                       |
| Спортіво Лукеньйо                        | 1:0          | Рубіо Нью (2)                         |
| Р.І. 3 Корралес (2)                      | 2:2 пен. 2:3 | Насьйональ (Асунсьйон)                |
| 22 серпня 2019                           |              |                                       |
| Такуарі (3)                              | 0:3          | Фернандо де ла Мора (2)               |
| Спортіво Ітеньйо (2)                     | 1:1 пен. 2:3 | Атира (2)                             |
| 28 серпня 2019                           |              |                                       |
| 3 лютого (2)                             | 1:1 пен. 3:5 | Рівер Плейт (Асунсьйон)               |
| 4 вересня 2019                           |              |                                       |
| Депортіво Капіата                        | 5:1          | Спортіво Сан-Жуан (5)                 |

## 1/8 фіналу
| Команда 1           | Рахунок      | Команда 2                      |
| ------------------- | ------------ | ------------------------------ |
| 10 вересня 2019     |              |                                |
| 2 травня (2)        | 1:2          | Хуаренья (2)                   |
| 11 вересня 2019     |              |                                |
| Спортіво Лукеньйо   | 2:0          | Насьйональ (Асунсьйон)         |
| Лібертад            | 3:2          | Фернандо де ла Мора (2)        |
| 12 вересня 2019     |              |                                |
| Олімпія (Асунсьйон) | 0:0 пен. 4:5 | Крістобаль Колон (3)           |
| 13 вересня 2019     |              |                                |
| Оветенсе (2)        | 0:1          | Депортіво Капіата              |
| 17 вересня 2019     |              |                                |
| Депортіво Сантані   | 1:0          | Рівер Плейт (Асунсьйон)        |
| 19 вересня 2019     |              |                                |
| Гуарані (Асунсьйон) | 5:0          | Соль де Америка (Пасторео) (5) |
| 20 вересня 2019     |              |                                |
| Атира (2)           | 0:2          | Соль де Америка                |

## 1/4 фіналу
| Команда 1            | Рахунок      | Команда 2         |
| -------------------- | ------------ | ----------------- |
| 9 жовтня 2019        |              |                   |
| Хуаренья (2)         | 0:0 пен. 1:3 | Соль де Америка   |
| 11 жовтня 2019       |              |                   |
| Лібертад             | 1:0          | Спортіво Лукеньйо |
| 16 жовтня 2019       |              |                   |
| Крістобаль Колон (3) | 1:3          | Депортіво Капіата |
| 17 жовтня 2019       |              |                   |
| Гуарані (Асунсьйон)  | 2:1          | Депортіво Сантані |

## 1/2 фіналу
| Команда 1         | Рахунок | Команда 2           |
| ----------------- | ------- | ------------------- |
| 6 листопада 2019  |         |                     |
| Соль де Америка   | 1:4     | Лібертад            |
| 7 листопада 2019  |         |                     |
| Депортіво Капіата | 1:5     | Гуарані (Асунсьйон) |

## Матч на третє місце
| 6 грудня 2019 0:00 (EEST) |

| Соль де Америка | 0:0 пен. 5:6 | Депортіво Капіата |
| --------------- | ------------ | ----------------- |
|                 | Протокол     |                   |

| Естадіо Луїс Альберто Салінас, Ітаугуа Арбітр: Карлос Амарілья |

## Фінал
| 5 грудня 2019 0:00 (EEST) |

| Лібертад                      | 3:0      | Гуарані (Асунсьйон) |
| ----------------------------- | -------- | ------------------- |
| Мартінес 41', 51' Барейро 66' | Протокол |                     |

| Дефенсорес дель Чако, Асунсьйон Арбітр: Ебер Акіно |